# Sonnenfinsternis vom 23. Oktober 2014
Bei der Sonnenfinsternis vom 23. Oktober 2014 handelte es sich um eine rein partielle Finsternis, die Erde wurde also nur vom Halbschatten des Mondes getroffen. Das Sichtbarkeitsgebiet umfasste fast ganz Nordamerika. Allerdings ging im Osten des Kontinents die Sonne bereits während des Finsternisverlaufes unter. Viel besser waren die Sichtbedingungen an der nordamerikanischen Pazifikküste, wo die Finsternis während des Nachmittags stattfand. Im äußeren Osten Russlands war die Sonnenfinsternis während des Sonnenaufgangs zu beobachten.

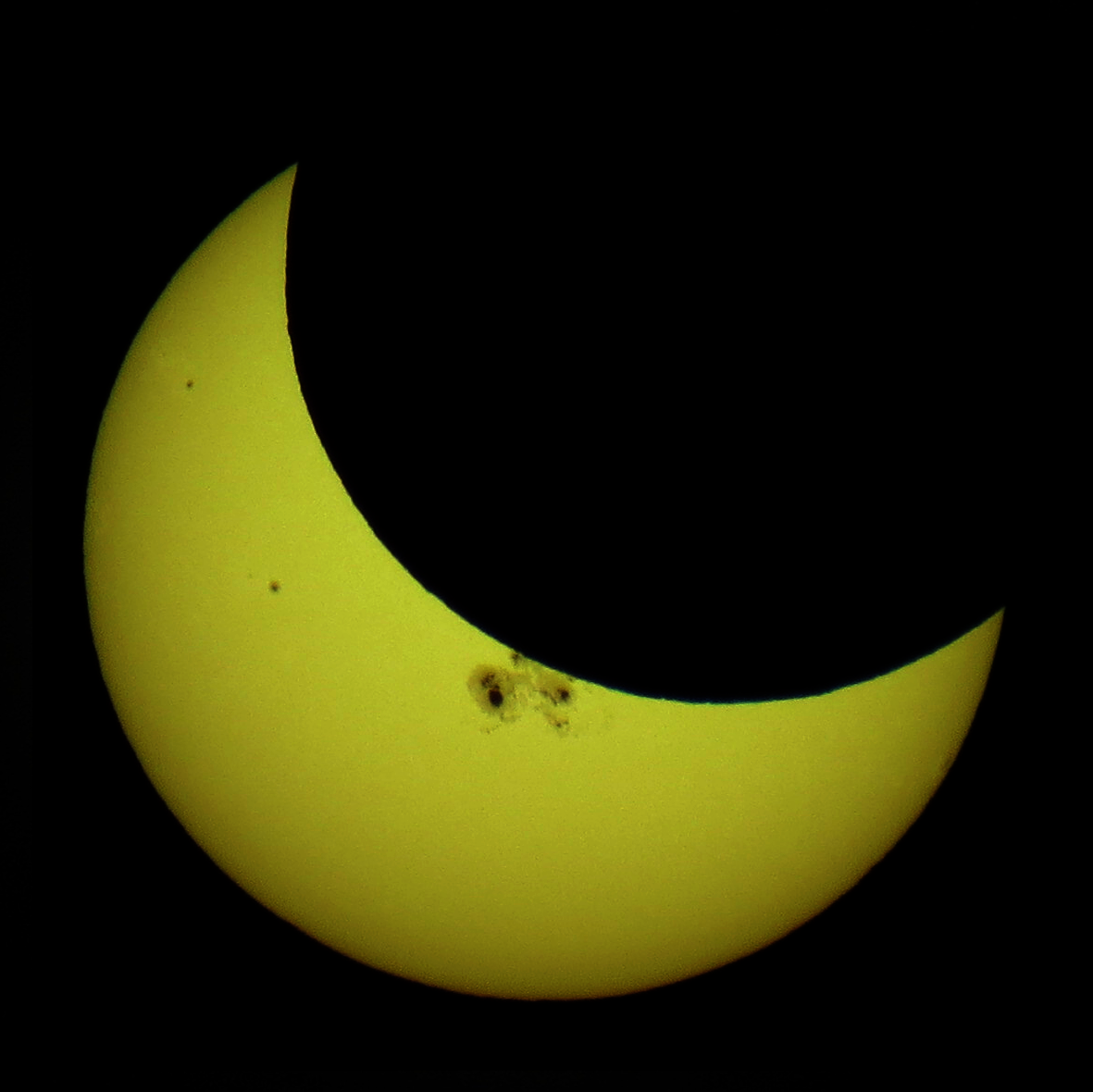
Die Sonnenfinsternis – gesehen in Minneapolis